# USS Guardfish (SS-217)
Pour les autres navires du même nom, voir USS Guardfish.
L'USS Guardfish (SS-217), un sous-marin de classe Gato mise en service en 1942. Il est le premier navire de la marine américaine à porter le nom de Guardfish.